# Футбольный матч Португалия — Нидерланды (2006)
Футбольный матч Португалия — Нидерланды — встреча между национальными сборными Португалии и Нидерландов, которая состоялась в рамках 1/8 финала (первого раунда плей-офф) чемпионата мира по футболу 2006 года в Германии. Матч прошёл 25 июня 2006 года на стадионе «Франкенштадион» в Нюрнберге и завершился победой португальцев со счётом 1:0, единственный гол забил Манише с передачи Педру Паулеты. Матч судил российский арбитр Валентин Иванов.
Игра стала самой грубой в истории чемпионатов мира — арбитр Иванов показал 20 карточек, из которых 4 стали красными. Семь жёлтых карточек были показаны португальцам, пять — голландцам, а с обеих сторон последовало по два удаления из-за вторых жёлтых карточек. Впоследствии в среде футбольных фанатов матч получил прозвища «Битва при Нюрнберге» (англ. Battle of Nuremberg, нем. Schlacht von Nürnberg) и «Нюрнбергская резня» (англ. Massacre of Nürnberg).

## Перед игрой

### Португалия
Сборная Португалии прошла групповой этап чемпионат мира, заняв первое место в группе D и выиграв все три матча. В первом матче против сборной Анголы она забила единственный гол уже на 4-й минуте, отличился Педру Паулета. Во втором матче Португалия одержала победу над командой Ирана со счётом 2:0, оба свои мяча забила во втором тайме (с игры забил Деку, с пенальти отличился Криштиану Роналду). В третьем матче Португалия одержала победу над Мексикой со счётом 2:1, в матче забитыми мячами у португальцев отличились Манише (с игры) и Симан (с пенальти), а у мексиканцев единственный гол забил Франсиско Фонсека. В ходе третьего матча сборная Мексики при счёте 1:2 заработала пенальти, но Омар Браво пробил выше ворот.
Перед матчем против сборной Нидерландов главный тренер Луиш Фелипе Сколари не произвёл никаких изменений в стартовом составе, выбрав тактическое построение 4-2-3-1. Функции опорных полузащитников выполняли Манише и Коштинья, на позициях атакующих полузащитников расположились Деку, Криштиану Роналду и Луиш Фигу, на острие атаки был выдвинут Педру Паулета.

### Нидерланды
Сборная Нидерландов вышла в 1/8 финала чемпионата мира, заняв второе место в группе C. В первом матче против Сербии и Черногории единственный гол был забит на 18-й минуте Арьеном Роббеном. Во втором матче Нидерланды взяли верх над Кот-д’Ивуаром со счётом 2:1, у голландцев отличились Робин ван Перси и Рууд ван Нистелрой, а у ивуарийцев гол забил Бакари Коне. В третьем матче против сборной Аргентины счёт не был открыт. В связи с тем, что аргентинцы и голландцы набрали одинаковое количество очков, а их личная встреча завершилась безголевой ничьей, в расчёт бралась разница забитых и пропущенных мячей, которая оказалась лучше у Аргентины. Вследствие этого Нидерланды заняли второе место в группе.
В третьем матче группового этапа часть игроков сборной Нидерландов, выходившая в первом и втором матчах, на поле не выходила, поскольку к тому моменту Нидерланды уже обеспечили себе выход из группы. Перед матчем 1/8 финала главный тренер Марко ван Бастен сделал серию перестановок по сравнению со вторым матчем, следуя тактической схеме 4-3-3: в резерв был отправлен Рууд ван Нистелрой, а его место в группе атаки занял Дирк Кёйт вместе с Робином ван Перси и Арьеном Роббеном. Ван Бастен выбрал оборонительный стиль игры.

### Результаты группового этапа
| М | Команда    | И | В | Н | П | Мячи  | ±  | О |
| - | ---------- | - | - | - | - | ----- | -- | - |
| 1 | Португалия | 3 | 3 | 0 | 0 | 5 − 1 | +4 | 9 |
| 2 | Мексика    | 3 | 1 | 1 | 1 | 4 − 3 | +1 | 4 |
| 3 | Ангола     | 3 | 0 | 2 | 1 | 1 − 2 | −1 | 2 |
| 4 | Иран       | 3 | 0 | 1 | 2 | 2 − 6 | −4 | 1 |

| М | Команда             | И | В | Н | П | Мячи   | ±  | О |
| - | ------------------- | - | - | - | - | ------ | -- | - |
| 1 | Аргентина           | 3 | 2 | 1 | 0 | 8 − 1  | +7 | 7 |
| 2 | Нидерланды          | 3 | 2 | 1 | 0 | 3 − 1  | +2 | 7 |
| 3 | Кот-д’Ивуар         | 3 | 1 | 0 | 2 | 5 − 6  | −1 | 3 |
| 4 | Сербия и Черногория | 3 | 0 | 0 | 3 | 2 − 10 | −8 | 0 |

## Ход встречи

### Первый тайм
Игра началась со стартового штурма голландцами ворот Рикарду Перейры: уже на первой минуте Марк ван Боммел пробил по воротам Рикарду, но неточно. Португальцы ответили двумя опасными прорывами Криштиану Роналду, и того удавалось остановить только ценой нарушения правил. За эти действия Валентин Иванов немедленно показал жёлтые карточки тому же ван Боммелу и Халиду Буларузу. Голландцы ответили прорывом Арьена Роббена, который обыграл двух защитников, но замешкался и не смог отдать решающий пас. На 19-й минуте Арьен Роббен упал в борьбе с защитниками недалеко от штрафной, но Иванов непосредственно перед этим зафиксировал у него игру рукой. На 20-й минуте Иванов показал жёлтую карточку Манише за фол на Марке ван Боммеле.
Ещё одна возможность у португальцев открыть счёт была после прорыва Луиша Фигу: тот обыграл двух защитников, но отдал неточный пас на Паулету. И тем не менее усилия португальцев увенчались успехом: на 23-й минуте сначала Криштиану Роналду отвлёк защитников и отпасовал на Деку, а тот сделал прострел с правого фланга на Педру Паулету. Паулета откинул мяч на Манише, и полузащитник, игравший в московском «Динамо», воспользовался своим шансом, поразив верхний угол ворот. Этот гол стал вторым голом Манише на турнире. Ещё через 4 минуты Манише мог удвоить преимущество, но его удар с 25 метров, направленный в «девятку», не стал голевым.
Игра стала более жёсткой, начиная с 30-й минуты. Сначала Коштинья врезался в ветерана «оранжевых» Филлипа Коку и получил карточку. Ещё через 3 минуты Криштиану Роналду был откровенно снесён Халидом Буларузом; более того, он получил серьёзную травму. Юного игрока «Манчестер Юнайтед» унесли на носилках, а вместо него вышел Симан Саброза. Голландцы могли воспользоваться потерями Португалии на 37-й минуте — Робин ван Перси на углу вратарской обыграл двух защитников, но не попал в дальний угол. В конце тайма голландцы осадили ворота Рикарду, но не добились ничего — на 44-й минуте Уэсли Снейдер пробивал штрафной и умудрился отправить мяч выше ворот. В ответной контратаке португальцы могли забить и второй гол, но после прострела Симан удар Паулеты не достиг цели — Эдвин ван дер Сар ногами выбил мяч. Наконец, в добавленное время Коштинья умышленно подыграл себе рукой, за что немедленно был удалён с поля.

### Второй тайм
Желая удержать результат, Сколари в перерыве отправил Паулету на скамейку запасных, выпустив Арманду Пети. Голландцы решили не делать замен, и это оказалось одним из рискованных решений. В первые пять минут голландцы осадили снова ворота Рикарду и обязаны были сравнивать счёт. На 49-й минуте Филлип Коку с 7-ми метров должен был забивать, но португальцев спасла перекладина. В ответной атаке Мигел совершил опасный прорыв, но пробил прямо в руки ван дер Сару. Ещё две попытки сравнять счёт представились Марку ван Боммелу, но сначала Рикарду выбил мяч на угловой, а затем ван Боммел не попал в «девятку». Португальцы выдержали осаду и снова пошли в атаку.
На 57-й минуте Манише мог снова удвоить преимущество своей сборной и нанёс опасный удар, но Эдвин ван дер Сар парировал мяч. Вскоре уже Рикарду продемонстрировал мастерство, отбив посланный в «девятку» сильный удар с 30 метров. К 60-й минуте игра снова стала жёсткой: Джованни ван Бронкхорст откровенно снёс Деку, за что в ворота голландцев был назначен штрафной, а ван Бронкхорсту показана жёлтая карточка. Взбешённый Луиш Фигу затеял потасовку и боднул ван Боммела в лоб, также получив за это жёлтую карточку. Через минуту Симан пробивал штрафной и чуть не забил второй гол — мяч пролетел выше перекладины. На 63-й минуте составы уравнялись — Халид Буларуз ударил локтем в лицо Луиша Фигу, за что тут же получил красную карточку. Как оказалось, Буларуз пытался вывести из игры ещё одного лидера португальцев. Именно после этого удаления (Буларуз, кстати, ещё умудрился и ударить Симан по лицу) и началась самая грубая часть матча.
Возмущённый Андре Ойер тут же побежал разбираться с португальцами, выскочив к их скамейке и собираясь подраться с тренером португальцев Сколари. Вмешательство четвёртого судьи, мексиканца Марко Родригеса, смогло остановить массовую драку, в которую полезли Деку, Нуну Валенте и Рафаэль ван дер Ваарт. На 73-й минуте Деку опять обратил на себя внимание, снеся Джона Хейтингу. Натурализованному бразильцу немедленно показали карточку, но тот и не думал извиняться. Более того, тот отказался пускать медиков для оказания помощи, что привело к очередной драке. Втроём Снейдер, ван дер Ваарт и Кёйт опрокинули на лопатки Пети, за что тут же Уэсли и Рафаэль получили «горчичник». Из ворот выбежал Рикарду, чтобы объяснить всё, но получил ещё один «горчичник» за разговоры.
После возобновления игры Нуну Валенте опять вынужден был остановить её, снеся Робина ван Перси, за что получил ещё одну карточку. Ещё через две минуты был выдворен Деку — он должен был установить мяч для свободного удара, но вместо этого подрался с Филлипом Коку. Формально за затяжку времени Деку получил вторую карточку и тут же был выдворен с поля. На 80-й минуте у голландцев появился реальный шанс сравнять счёт — выскочивший после ошибки защитников Дирк Кёйт мог переиграть вратаря португальцев, но попал прямо в него и чуть не травмировал. В оставшиеся минуты снова произошли несколько стычек, но на этот раз обошлось без карточек. Отметился Симан Саброза, который пытался прорваться к воротам Эдвина ван дер Сара, но в суматохе ударил его по лицу ногой. Наконец, на 89-й минуте последняя атака голландцев едва не увенчалась успехом: Кёйт нанёс мощный удар, который парировал Рикарду. Через минуту Снейдер опасно простреливал на Дирка Кёйта, но тому не удалось замкнуть прострел.
Иванов добавил к основному времени шесть минут, но голландцев это так и не спасло. Более того, Джованни ван Бронкхорст в одной из контратак португальцев опрокинул Тигану Мендеша, за что немедленно получил вторую карточку и был удалён с поля. Спустя минуту Иванов объявил о завершении матча. Португальцы выиграли 1:0 и вышли в четвертьфинал, несмотря на травму Криштиану Роналду, удаления Коштиньи и Деку, а также крупную потасовку на 74-76 минутах.

## Отчёт
| Португалия | 1–0  | Нидерланды |
| ---------- | ---- | ---------- |
| Манише 23′ | ФИФА |            |

| Португалия | Нидерланды |

| GK                  | 1  | Рикарду Перейра   | 76'       |     |
| RB                  | 13 | Мигел             |           |     |
| CB                  | 5  | Фернанду Мейра    |           |     |
| CB                  | 16 | Рикарду Карвалью  |           |     |
| LB                  | 14 | Нуну Валенте      | 76'       |     |
| CM                  | 6  | Коштинья          | 31' 45+1' |     |
| CM                  | 18 | Манише            | 20'       |     |
| RW                  | 7  | Луиш Фигу (к)     | 60'       | 84' |
| AM                  | 20 | Деку              | 73' 78'   |     |
| LW                  | 17 | Криштиану Роналду |           | 34' |
| CF                  | 9  | Педру Паулета     |           | 46' |
| Замены:             |    |                   |           |     |
| GK                  | 12 | Ким               |           |     |
| GK                  | 22 | Паулу Сантуш      |           |     |
| DF                  | 2  | Паулу Феррейра    |           |     |
| DF                  | 3  | Марку Канейра     |           |     |
| DF                  | 4  | Рикарду Кошта     |           |     |
| MF                  | 8  | Арманду Пети      | 50'       | 46' |
| MF                  | 10 | Угу Виана         |           |     |
| MF                  | 11 | Симан Саброза     |           | 34' |
| FW                  | 15 | Луиш Боа Морте    |           |     |
| MF                  | 19 | Тьягу             |           | 84' |
| FW                  | 21 | Нуну Гомеш        |           |     |
| FW                  | 23 | Элдер Поштига     |           |     |
| Тренер:             |    |                   |           |     |
| Луис Фелипе Сколари |    |                   |           |     |

| GK               | 1  | Эдвин ван дер Сар (к)    |           |     |
| RB               | 3  | Халид Буларуз            | 7' 63'    |     |
| CB               | 13 | Андре Ойер               |           |     |
| CB               | 4  | Йорис Матейсен           |           | 56' |
| LB               | 5  | Джованни ван Бронкхорст  | 59' 90+5' |     |
| RM               | 18 | Марк ван Боммел          | 2'        | 67' |
| CM               | 20 | Уэсли Снейдер            | 73'       |     |
| LM               | 8  | Филлип Коку              |           | 84' |
| RW               | 17 | Робин ван Перси          |           |     |
| LW               | 11 | Арьен Роббен             |           |     |
| CF               | 7  | Дирк Кёйт                |           |     |
| Замены:          |    |                          |           |     |
| GK               | 22 | Хенк Тиммер              |           |     |
| GK               | 23 | Мартен Стекеленбург      |           |     |
| DF               | 2  | Кью Ялинс                |           |     |
| MF               | 6  | Денни Ландзат            |           |     |
| FW               | 9  | Руд ван Нистелрой        |           |     |
| MF               | 10 | Рафаэл ван дер Варт      | 74'       | 56' |
| DF               | 12 | Ян Кромкамп              |           |     |
| DF               | 14 | Джон Хейтинга            |           | 67' |
| DF               | 15 | Тим де Клер              |           |     |
| MF               | 16 | Хедвигес Мадуро          |           |     |
| FW               | 19 | Ян Веннегор оф Хесселинк |           | 84' |
| FW               | 21 | Райан Бабел              |           |     |
| Тренер:          |    |                          |           |     |
| Марко ван Бастен |    |                          |           |     |

| Помощники судьи: Николай Голубев Евгений Волнин Резервный арбитр: Марко Родригес Делегат ФИФА: Хосе Луис Камарго | Регламент: - 90 минут - 30 минут овертайма в случае ничьи в основное время матча - Серия пенальти в случае ничьи в овертайме - Не более 3 замен |

## Статистика
|                    | Португалия | Нидерланды |
| ------------------ | ---------- | ---------- |
| Голы               | 1          | 0          |
| Жёлтые карточки    | 9          | 7          |
| Красные карточки   | 2          | 2          |
| Замены             | 3          | 3          |
| Удары по воротам   | 6          | 8          |
| Удары мимо ворот   | 4          | 12         |
| Нарушения правил   | 10         | 15         |
| Угловые            | 3          | 5          |
| Положения вне игры | 4          | 2          |
| Пенальти           | 0          | 0          |
| Владение мячом (%) | 38 %       | 62 %       |

### Все ключевые события матча
- 2'. Марк ван Боммел сорвал атаку Криштиану Роналду ценой нарушения правил. Первая жёлтая карточка в матче.
- 7'. Халид Буларуз сорвал ещё один прорыв Криштиану Роналду. За удар шипами в бедро, голландца можно было смело удалять.
- 20'. Арьен Роббен упал недалеко от штрафной площади, но Валентин Иванов фиксирует игру рукой у Роббена непосредственно перед падением. Вскоре Иванов показывает карточку Манише за фол на Марке ван Боммеле.
- 23′. Манише забивает единственный гол в матче.
- 31'. Коштинья врезается в Филлипа Коку. Иванов ограничивается жёлтой карточкой, хотя за подобную жёсткую игру нередки случаи и удаления игроков.
- 34'. Травма Роналду, которую нанёс ему Буларуз в начале встречи, не позволяет португальцу продолжить встречу.
- 40'. Арьен Роббен опасно играет в штрафной португальцев, но Иванов не реагирует.
- 44'. Нарушение на Дирке Кёйте. Уэсли Снейдер идёт пробивать опасный штрафной, но отправляет мяч выше ворот.
- 45+1' . Коштинья сыграл рукой, отбивая мяч после удара Ойера, за что получил вторую жёлтую карточку и был удалён с поля.
- 50'. Вышедший на замену Арманду Пети сносит ван Боммела.
- 59'. Джованни ван Бронкхорст опрокинул Деку. За фол назначен штрафной, который не реализует Симан, отправляя мяч рядом со штангой.
- 60'. Луиш Фигу лезет в драку с ван Боммелом и бьёт его головой прямо в лоб.
- 63' . Буларуз пытается остановить бегущего Фигу и бьёт его локтем в лицо, за что удаляется с поля, но успевает подраться с Симан.
- 64'. После эпизода с удалением Буларуза Андре Ойер бежит к португальской скамейке и устраивает потасовку, в которую втягиваются ван дер Ваарт, Деку и Нуну Валенте. Четвёртый судья Родригес разнимает дерущихся.
- 71'. Иванов приостанавливает атаку португальцев, поскольку Карвалью лежал в штрафной площади.
- 73'. Деку сносит Хейтингу и не позволяет медикам подойти, чтобы оказать помощь. Начинается потасовка.
- 73'. Снейдер толкнул Пети в грудь, тот падает на лопатки.
- 74'. Ван дер Ваарт «награждён» карточкой за то, что помогал Снейдеру толкнуть Пети.
- 76'. Рикарду выбежал из ворот и влез в потасовку.
- 76'. После возобновления игры Нуну Валенте сносит Робина ван Перси.
- 78' . Деку тянет время и не спешит ставить мяч для свободного удара. Взбешённый Филлип Коку отталкивает натурализованного бразильца, после чего и сам оказывается на газоне. Удаляется за затяжку времени, так как не отдавал мяч сопернику.
- 86'. Пети опрокидывает Кёйта, но Иванов не показывает карточку.
- 87'. Ойер опрокидывает Арманду Пети, пытаясь ответить ему за нарушение на Кёйте.
- 88'. Симан Саброза после выхода один на один бьёт ван дер Сара ногой по лицу, пытаясь перепрыгнуть через вратаря.
- 90+5' . Джованни ван Бронкхорст срывает атаку Тиагу Мендеша и получает вторую жёлтую карточку, которая автоматически становится красной. Команды доигрывают ещё минуту.

## Последствия
Победившая голландцев Португалия вышла в четвертьфинал, где, несмотря на дисквалификации Коштиньи и Деку, победила англичан по пенальти. Все 120 минут в том матче отыграл быстро восстановившийся после травмы Роналду, он же реализовал свой 11-метровый удар в послематчевой серии. Но в полуфинале команда Сколари уступила Франции, а в матче за третье место проиграла Германии. Тем не менее, пиренейская команда впервые с 1966 года вышла в полуфинал мундиаля и заняла там 4-е место. Голландцы же вынуждены были досрочно покинуть турнир.

### Оценки матча
После игры президент ФИФА Зепп Блаттер раскритиковал Иванова за слишком строгое судейство и заявил о возможном отстранении Иванова от судейства матчей чемпионата мира, но по окончании чемпионата принёс ему свои извинения, так как пришёл к выводу, что карточки были показаны по делу.
Луис Фелипе Сколари:

Я абсолютно счастлив. Такой команды, которую я увидел сегодня, в Португалии не было много лет. Я никогда не видел, чтобы кто-то так бился за Португалию. Я хочу поздравить этих игроков, которые победили в тяжелейшем матче. Игра была очень похожа на некоторые матчи Кубка Либертадорес, особенно с участием аргентинских команд. Абсолютное сходство. Теперь мы должны готовиться играть с Англией, но у меня есть проблемы. Два ключевых игрока не сыграют из-за дисквалификации, а Криштиану Роналду выбыл из строя на пять или шесть дней.
В интервью 2014 года Марко ван Бастен заявил, что ему было стыдно за поведение игроков в том матче и что тогда голландцы не показали и близко той игры, которая соответствовала их футбольной философии.

Во втором тайме команды не играли в футбол. В перерыве мы предупреждали игроков, чтобы они играли осторожно, так как после одной красной карточки очень часто следует другая. Но вскоре у нас последовало удаление, но нам не дали играть. Каждую минуту следовало нарушение правил. Это ненормально. Я начал свою работу два года назад с молодыми игроками и новой концепцией. Команда росла и сумела преодолеть трудности в матчах с такими соперниками как Аргентина и Кот Д’Ивуар. Но Португалия опытная сборная и это сыграло свою роль.— Марко ван Бастен